# Terry Antonis
Terry Antonis (Bankstown, 26 de Novembro de 1993) é um futebolista australiano que atua como Meia. Atualmente, joga pelo Suwon Samsung Bluewings.

## Carreira
Antonis integrou o elenco da Seleção Australiana de Futebol, campeão da Copa da Ásia de 2015.

## Títulos

### Austrália
- Copa da Ásia: 2015